# Chrysochroa fulgidissima
Chrysochroa fulgidissima es una especie de escarabajo barrenador metálico del género Chrysochroa, categorizada en la tribu Chrysochroini, de la subfamilia Chrysochroinae. Fue descrita científicamente por Schönherr en 1817.

## Descripción y hábitat
Puede crecer entre 30 y 41 milímetros (1,2 y 1,6 pulgadas) de largo. Por lo general, se encuentra en bosques o selvas durante el verano bajo un fuerte sol.

## Distribución geográfica
Este escarabajo es originario de Asia: Japón y Corea.